# Campeonato mundial junior de hockey patines masculino de 1999
El I Campeonato mundial junior de hockey sobre patines masculino se celebró en Colombia en 1999, con la participación de diez Selecciones nacionales masculinas de hockey patines de categoría Junior, es decir, compuestas exclusivamente por jugadores menores de diecinueve años, todas ellas participantes por libre inscripción. Todos los partidos se disputaron en  la ciudad de Cali.

## Participantes
La participación en esta primera edición del campeonato fue escasa, con la ausencia de las principales selecciones europeas, excepto la francesa. Se compuso de seis equipos americanos, más testimonialmente uno por cada uno de los restantes continentes: Europa, Asia, África y Oceanía.

## Clasificación final
| Posición | Selección      |
| -------- | -------------- |
|          | Argentina      |
|          | Chile          |
|          | Francia        |
| 4        | Colombia       |
| 5        | Brasil         |
| 6        | México         |
| 7        | Sudáfrica      |
| 8        | Australia      |
| 9        | Estados Unidos |
| 10       | Macao          |

| Campeones del Mundo 1999 |
| ------------------------ |
| ARGENTINA 1er título     |